# Supercoppa italiana 2017 (hockey in-line)
La Supercoppa italiana 2017 è stata la 15ª edizione della omonima competizione italiana di hockey in-line disputata il 7 ottobre 2017 al Quanta Sport Village di Milano.
Hanno partecipato il Milano Quanta in qualità di squadra campione d'Italia e detentrice della Coppa Italia e il Cittadella come finalista della Coppa Italia.
Il Milano Quanta vinse la partita per 5-4 dopo i tiri di rigore, aggiudicandosi per la quinta volta il trofeo.

## Partecipanti
| Squadre       | Qual. | Partecipazioni precedenti (il grassetto indica la vittoria) |
| ------------- | ----- | ----------------------------------------------------------- |
| Milano Quanta |       | 2011, 2012, 2013, 2014, 2015, 2016                          |
| Cittadella    |       | 2013, 2015                                                  |

## Tabellino
| Milano 7 ottobre 2017                  | Milano Quanta  | 4 – 4 (d.t.s.) | Cittadella | Quanta Sport Village |
| \| \| \| \| \| \| Shootout 1 – 0 \| \| |                |                |            |                      |
|                                        |                |                |            |                      |
|                                        | Shootout 1 – 0 |                |            |                      |